# Élections générales britanniques de 1741
Les élections générales britanniques de 1741 se sont déroulées en Grande-Bretagne du 30 avril au 11 juin 1741. Ces élections sont remportées par le parti whig.